# 鯪脂鯉科
鯪脂鯉科又可稱作原唇齒脂鯉科，為輻鰭魚綱脂鯉目脂鯉亞目的一個科。

## 分類
鯪脂鯉科其下有三个屬：

### 象齒脂鯉屬（Ichthyoelephas）
- - 披肩象齒脂鯉（Ichthyoelephas humeralis）
  - 長吻象齒脂鯉（Ichthyoelephas patalo）

### 鯪脂鯉屬（Prochilodus）
- - 銀色鯪脂鯉（Prochilodus argenteus）
  - 短身鯪脂鯉（Prochilodus brevis）
  - 布氏鯪脂鯉（Prochilodus britskii）
  - 巴西鯪脂鯉（Prochilodus costatus）
  - 哈氏鯪脂鯉（Prochilodus hartii）
  - 湖棲鯪脂鯉（Prochilodus lacustris）
  - 條紋鯪脂鯉（Prochilodus lineatus）
  - 馬格達河鯪脂鯉（Prochilodus magdalenae）
  - 瑪麗鯪脂鯉（Prochilodus mariae）
  - 黑鯪脂鯉（Prochilodus nigricans）
  - 網紋鯪脂鯉（Prochilodus reticulus）
  - 紅帶鯪脂鯉（Prochilodus rubrotaeniatus）
  - 酒色鯪脂鯉（Prochilodus vimboides）

### 真唇脂鯉屬（Semaprochilodus）
- - 巴西真唇脂鯉（Semaprochilodus brama）
  - 亞馬遜真唇脂鯉（Semaprochilodus insignis）
  - 克氏真唇脂鯉（Semaprochilodus kneri）
  - 側頭真唇脂鯉（Semaprochilodus laticeps）
  - 條尾真唇脂鯉（Semaprochilodus taeniurus）
  - 瓦氏真唇脂鯉（Semaprochilodus varii）